# Arctolamia grisea
Arctolamia grisea är en skalbaggsart som beskrevs av Maurice Pic 1927. Arctolamia grisea ingår i släktet Arctolamia och familjen långhorningar. Inga underarter finns listade.